# Tajo
Tajo (latinsky Tagus, španělsky Tajo, portugalsky Tejo, ['tɛʒʊ]IPA) je řeka ve Španělsku (autonomní společenství Madrid, Kastilie – La Mancha, Extremadura) a v Portugalsku (Lisboa, Centro, Alentejo). Jde o nejdelší řeku na Pyrenejském poloostrově, která je 1038 km dlouhá, z čehož je 716 km se nachází ve Španělsku, 47 km tvoří portugalsko-španělskou státní hranici a zbývajících 275 km protéká Portugalskem. Povodí má rozlohu přibližně 80 100 km².

## Průběh toku

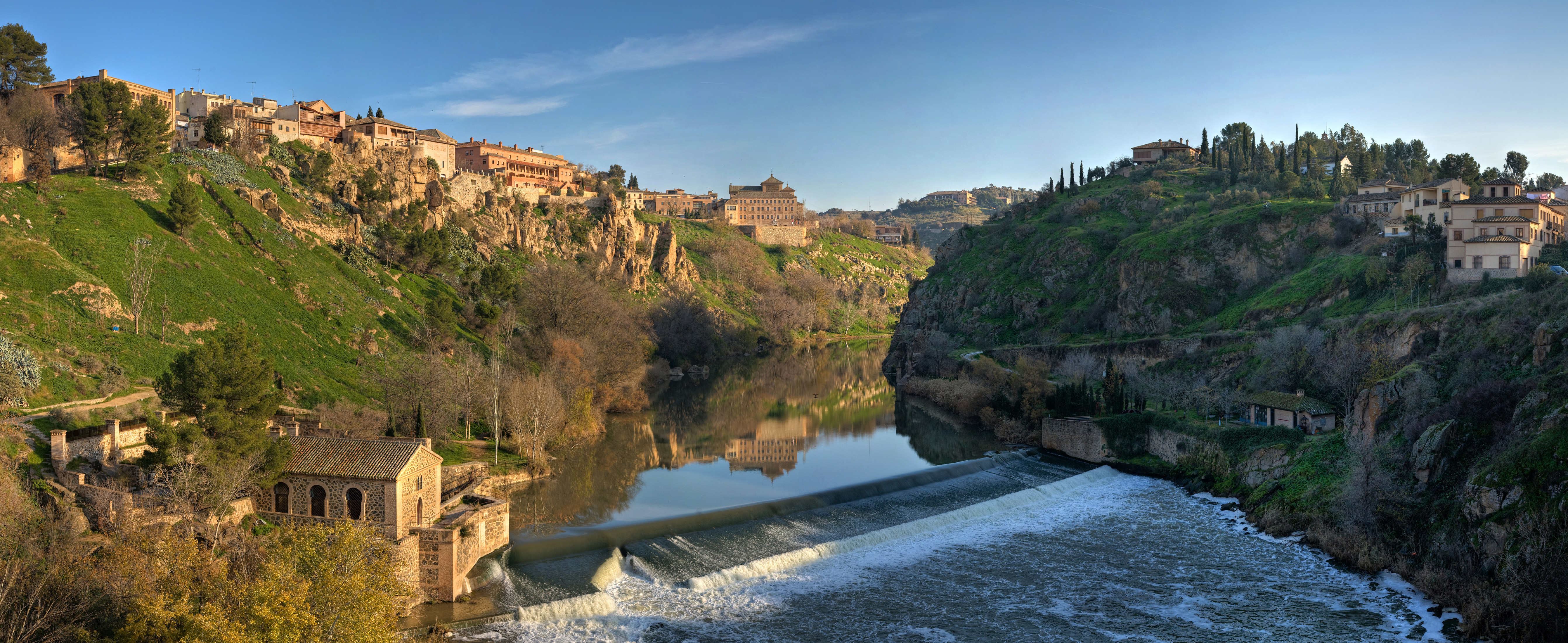
Tajo v španělském Toledu

Tajo pramení v pohoří Universales. Teče z východu na západ přes Novokastilskou vysočinu a na dolním toku pak Portugalskou nížinou. Na horním a středním toku je údolí řeky úzké a v korytě se nacházejí peřeje. Na dolním toku je údolí široké a místy je koryto chráněno valy. Tajo ústí do Atlantského oceánu, přičemž vytváří estuár dlouhý 45 km. Nedaleko ústí byl přes řeku postaven 17,2 km dlouhý most Vasca da Gamy.

### Přítoky
- zprava - Jarama, Guadarrama, Alberche, Tiétar, Alagón, Zézere
- zleva - Guadiela, Algodor, Ibor, Almonte, Salor

## Vodní režim
Zdroj vody je převážně dešťový. Nejvyšší vodnosti dosahuje od října do března a nejnižší v létě. Průměrný průtok vody nedaleko státní hranice u města Alcántara činí 438 m³/s).

## Využití

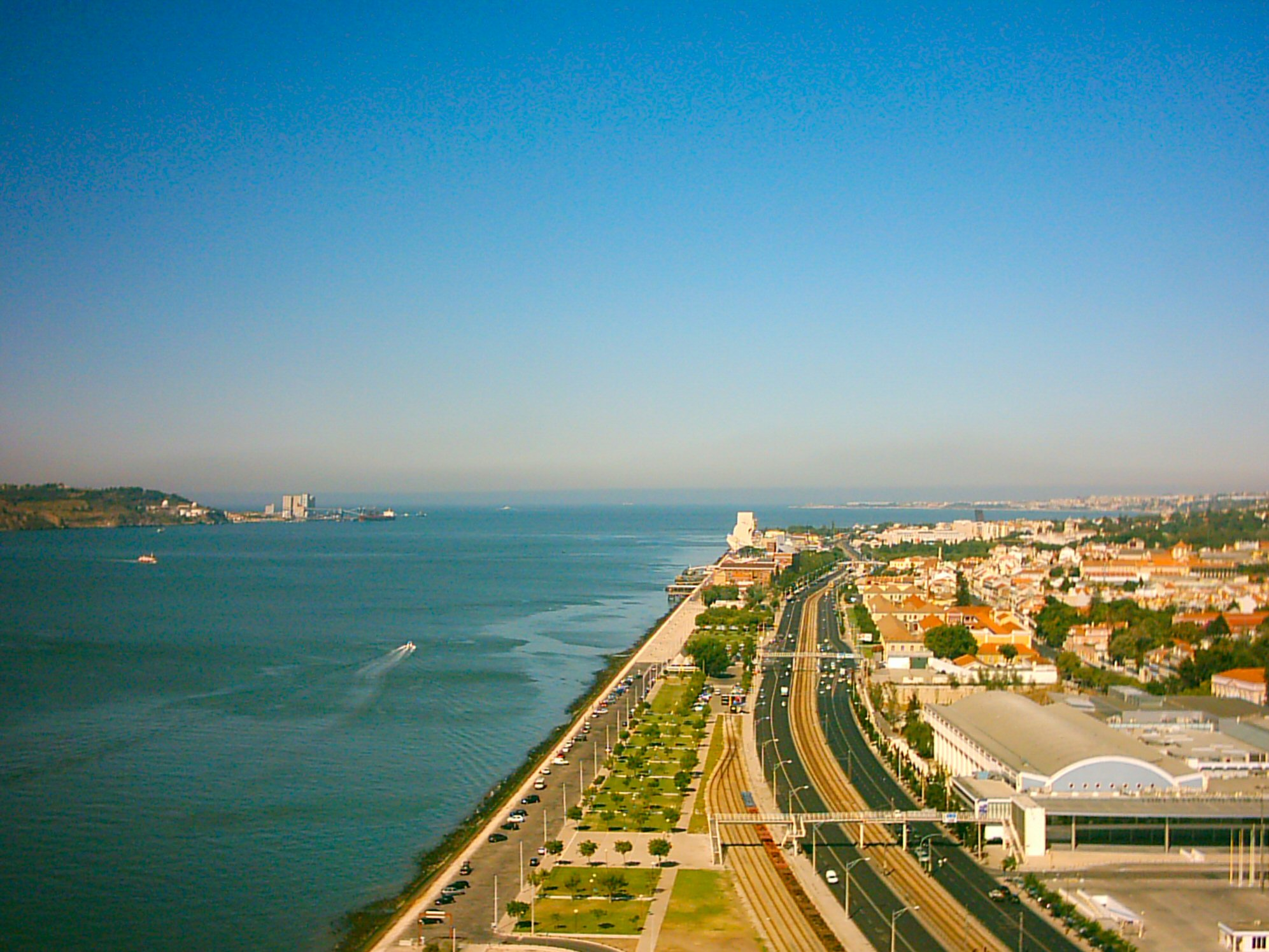
Ústí Taja v Lisabonu

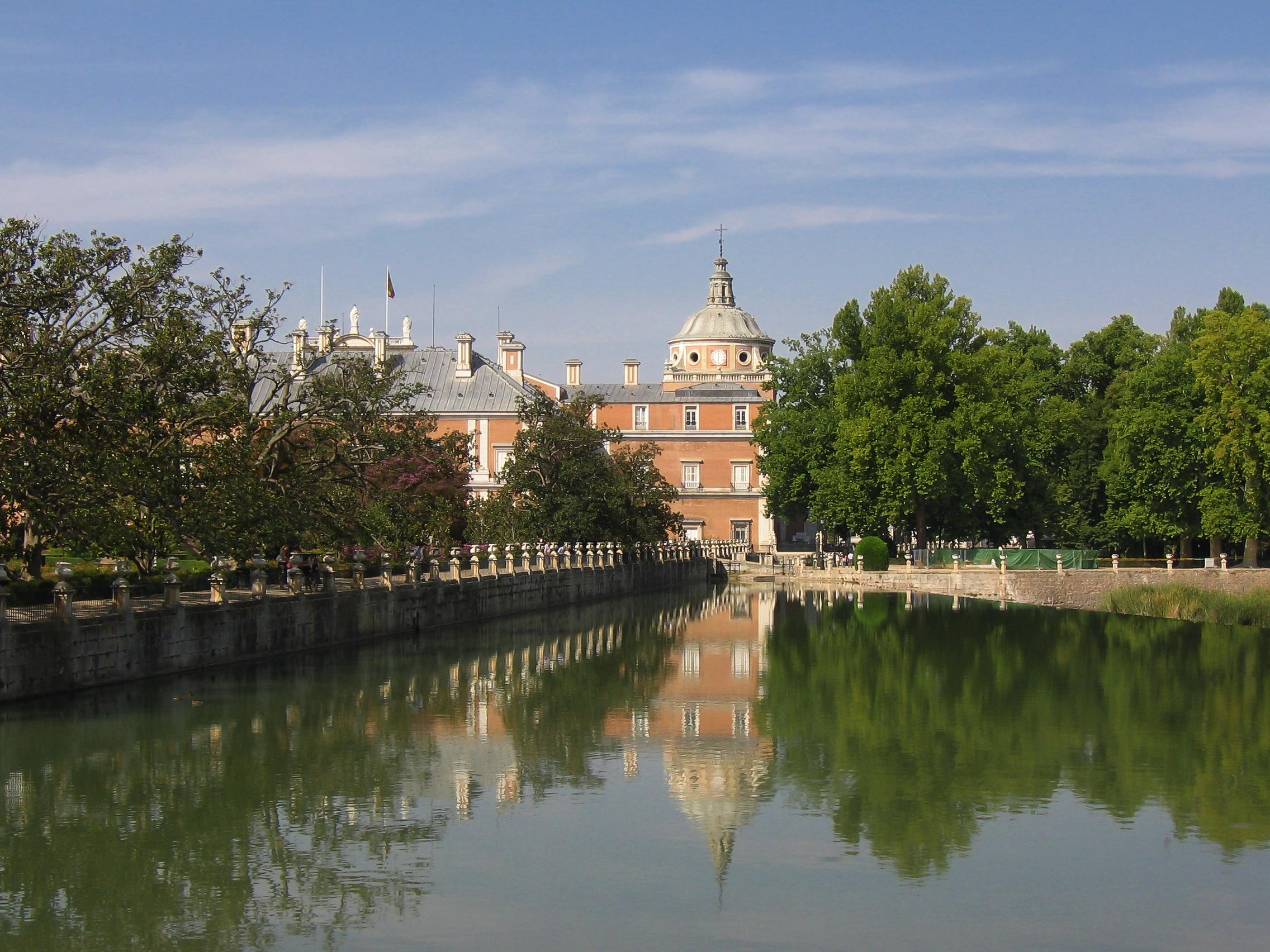
Tajo v Aranjuezu

Tajo je využíváno pro zavlažování a k zisku vodní energie. Na řece se nachází řada přehradních nádrží (Buendia, Entrepeňas, Castrejón, Azután, Valdecaňas, Torrejón, Alcántara). Vodní doprava je možná 185 km do města Abrantiz (Portugalsko) a pro námořní lodě do Santarému. Na řece leží města Toledo (Španělsko), Santarém, Lisabon (Portugalsko).